# Léolo
Léolo (Brasil: Leolo ou Leolo - Porque Eu Sonho... ) é um filme de comédia dramática lançado em 1992.

## Sinopse
Léo Lauzon é um jovem rapaz que vive em um cortiço em Montreal com sua família disfuncional. Ele usa sua vida de uma fantasia ativa do livro L'avalée des avalésby para escapar da realidade de sua vida. Depois de decidir que sua mãe não foi engravidada por seu pai, mas por um tomate italiano, ele próprio recria Léolo Lozone, e começa a ter fantasias sexuais com sua vizinha Bianca.

## Elenco
- Gilbert Sicotte - Narrador (voz)
- Maxime Collin - Leolo
- Ginette Reno - Mãe
- Julien Guiomar - Avô
- Pierre Bourgault
- Giuditta Del Vecchio - Bianca
- Andrée Lachapelle - Psiquiatra
- Denys Arcand - Diretor
- Germain Houde - Professora

## Prêmios
O filme foi inserido no Festival de Cannes em 1992. Em 2005, a Time elegeu Léolo como um dos melhores do 100 filmes de todos os tempos. Em 2015, o Festival Internacional de Cinema de Toronto colocou no top 10 dos melhores filmes canadenses de todos os Tempos.